# Comuna Sadove, Hoșcea
Sadove (în ucraineană Садове) este o comună în raionul Hoșcea, regiunea Rivne, Ucraina, formată din satele Jaleanka, Liuțîniv și Sadove (reședința).

## Demografie
Componența lingvistică a comunei Sadove
     Ucraineană (99,63%)
     Alte limbi (0,12%)
Conform recensământului din 2001, majoritatea populației comunei Sadove era vorbitoare de ucraineană (99,63%), existând în minoritate și vorbitori de alte limbi.